# Populonia
Populonia ist ein alter Ort an der toskanischen Küste in Italien, der administrativ zur Stadt Piombino in der Provinz Livorno gehört.

## Geografie

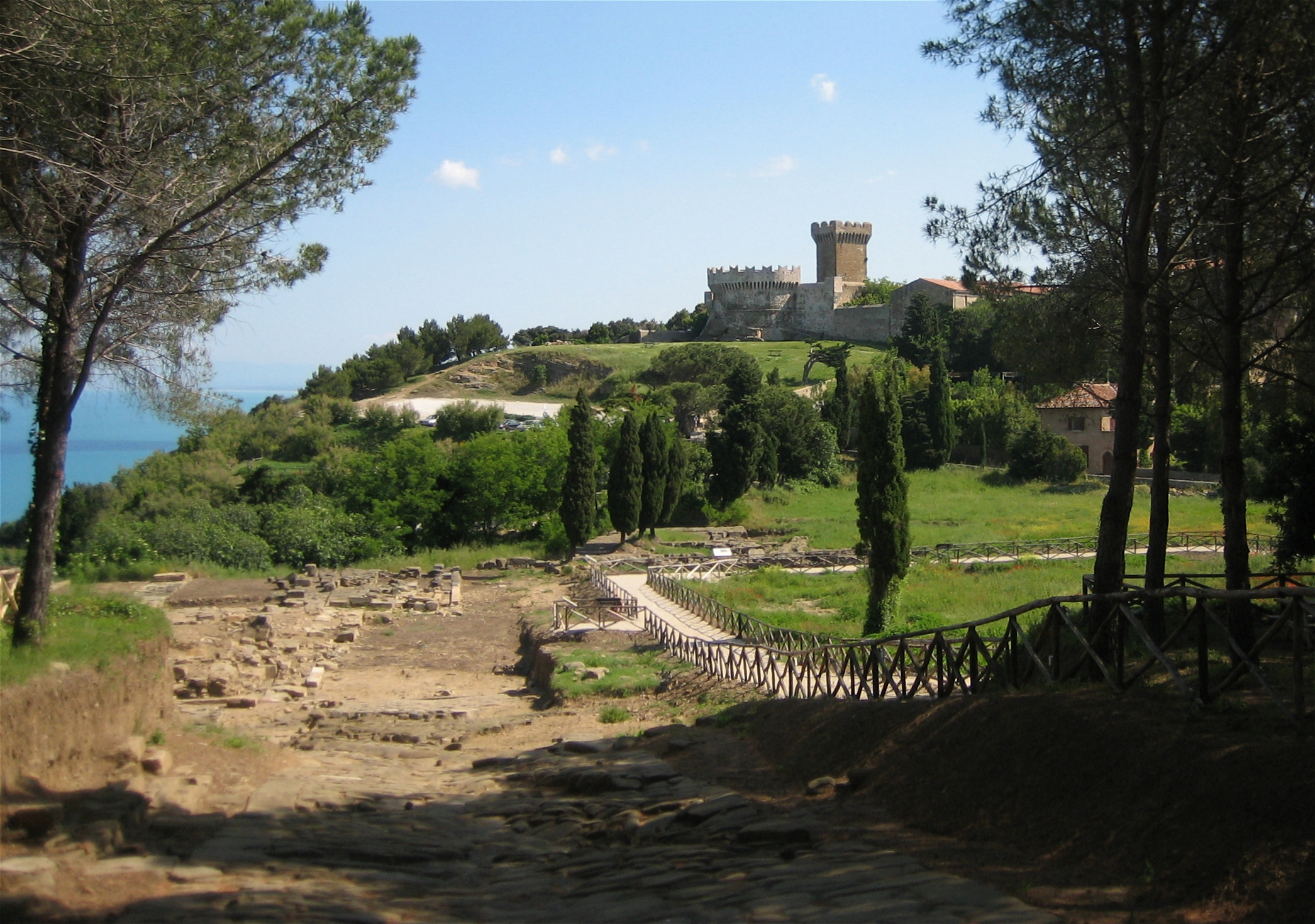
Blick von der römischen Akropolis mit ihrer breiten Straße zu den Befestigungsanlagen des heutigen Populonia.

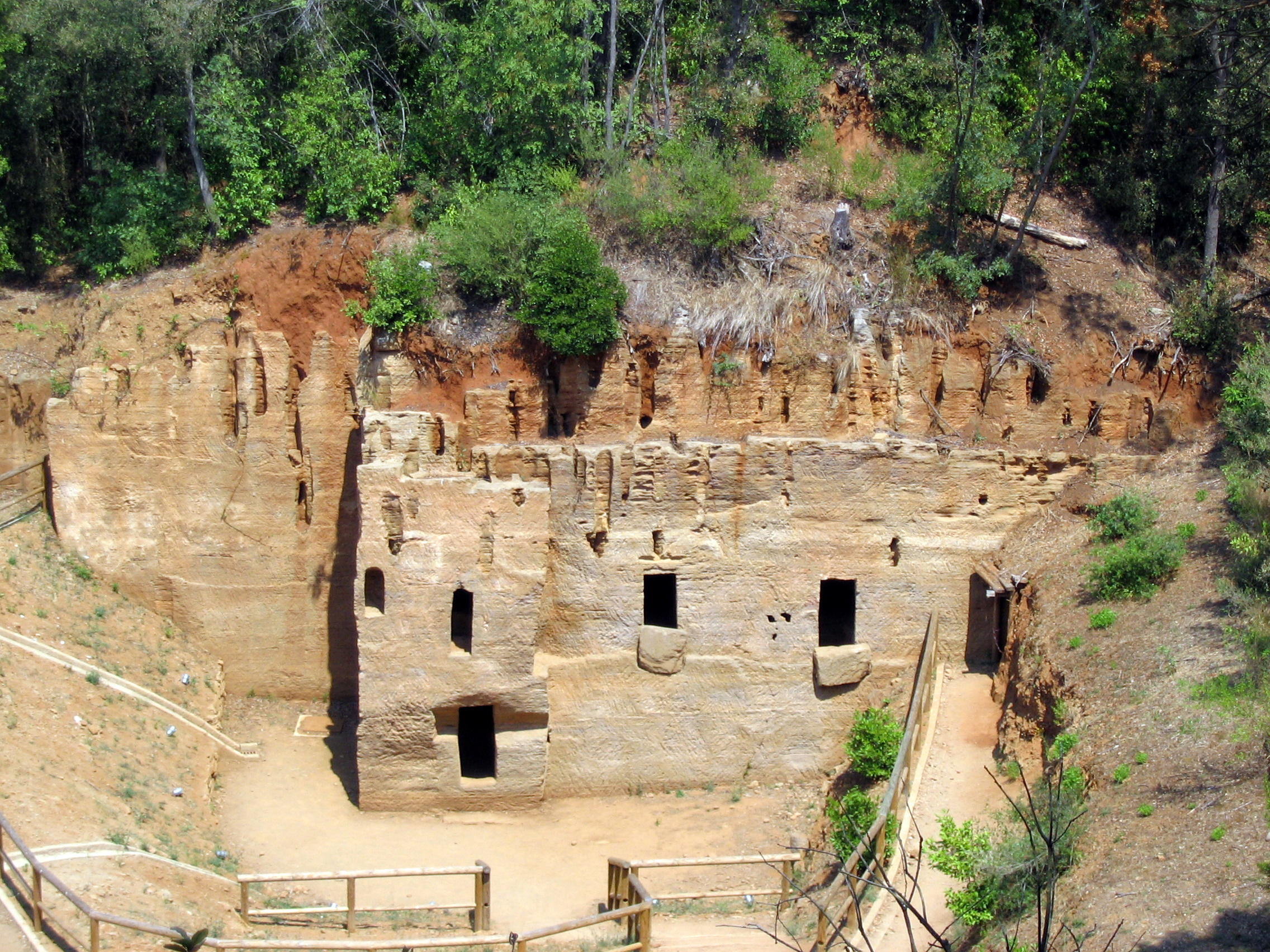
In den Fels gehauene Höhlengräber in der Necropoli delle Grotte.

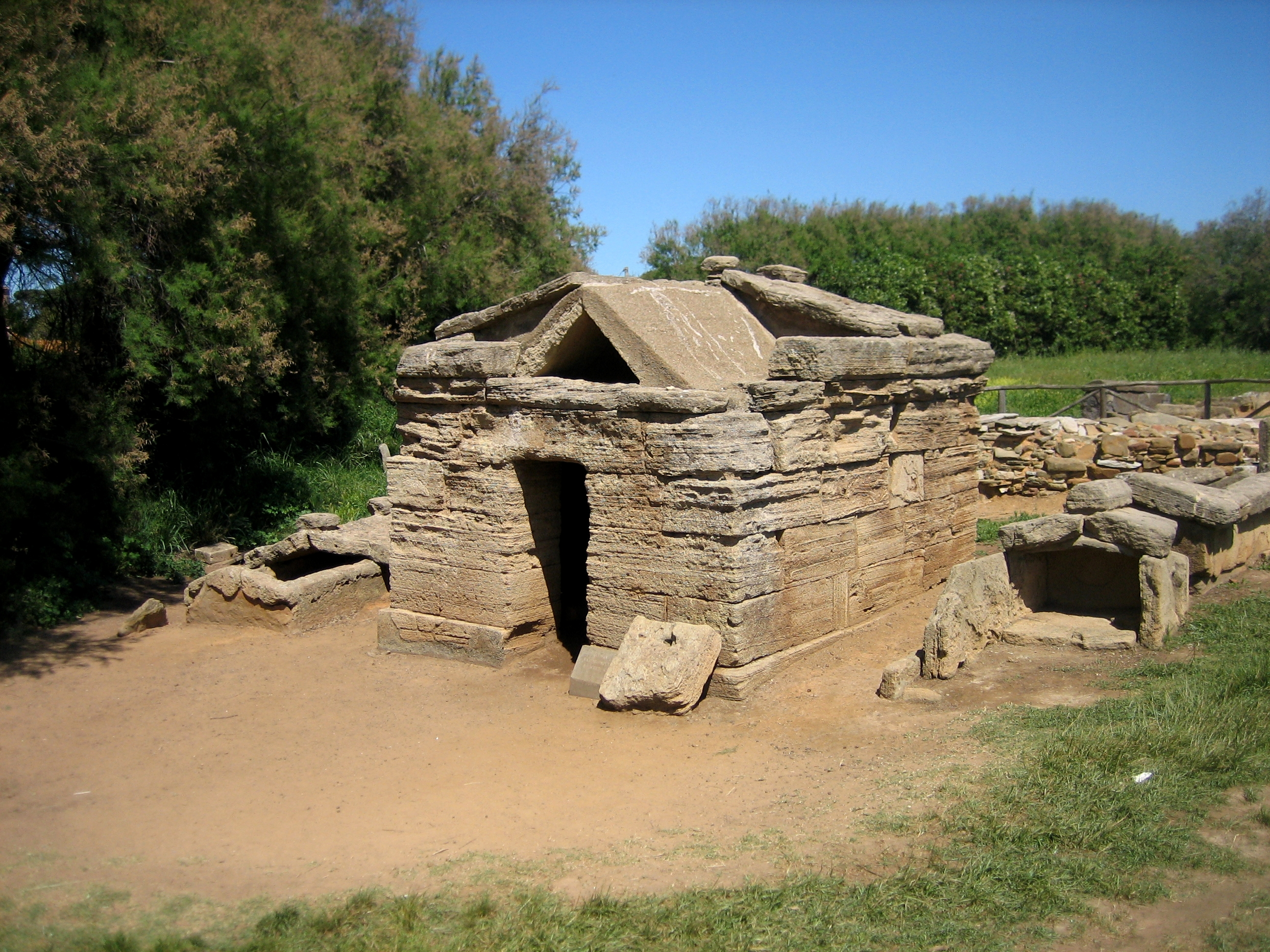
Ein sog. Ädikulagrab in Form eines Hauses mit Satteldach in der Nekropole San Cerbone. Rechts daneben ein Kistengrab in Truhenform

Der Ort liegt auf einem Vorgebirge hoch über dem Golf von Baratti ca. 8 km nördlich des Hauptortes Piombino auf 170 m. Im Jahr 2001 hatte der Ort 17 Einwohner. Er liegt im Bistum Massa Marittima-Piombino.

## Populonia Alta
Populonia Alta ist der heute noch bewohnte Teil von Populonia und liegt auf der heute Poggio Castello genannten Anhöhe, die erst später von den Etruskern besiedelt wurde. Die mittelalterlichen Mauern, die den Ort umgeben, sind noch sehr gut erhalten. Sie dienten damals vor allem dem Schutz vor Piraten. Die Burg selber wurde am Anfang des 15. Jahrhunderts von Jacopo II. Appiani gebaut und im 18. Jahrhundert restauriert. Ein Rundgang durch die Gassen führt auch zum Turm der Festung, von dessen Spitze aus man einen Rundumblick auf das Meer bis hin nach Elba und auf das toskanische Festland hat. Die nahe dem Festungseingang liegende Kirche Santa Maria della Croce enthält Fresken aus dem Jahr 1516. Sie entstammen dem Umfeld des Sodoma. Die beiden von hier stammenden Leinwandgemälde Trasporto di san Cerbone (18. Jahrhundert) und Vergine con Bambino (14. Jahrhundert) befinden sich heute im Museo diocesano d’arte sacra Andrea Guardi im Dom von Piombino. Unweit davon in der Via di Sotto liegt das Museo Archeologico Gasparri. Die staatlich anerkannte Privatkollektion stammt aus der Sammlung des Curzio Desideri und wurde 1959 eröffnet.

## Die antike Stadt
Das antike Populonia entstand zunächst auf der heute Poggio del Telegrafo genannten Anhöhe und war eine etruskische Ansiedlung, genannt Pupluna oder Fufluna. Es war die einzige etruskische Stadt, die sich an der Küste entwickelt hat. Es war das größte Zentrum der Eisenverarbeitung des gesamten Mittelmeerraumes. Dort wurde das Eisenerz verhüttet, das von der nahe gelegenen Insel Elba stammte und im Hafen an der Bucht von Baratti angelandet wurde.
Eine Vorstellung vom Umfang der industriellen Erzverarbeitung, die mehr als achthundert Jahre (9. Jahrhundert v. Chr. bis 1. Jahrhundert v. Chr.) anhielt, gibt die Menge des Schlackenabraumes von mehr als einer Million Kubikmetern. Während des Ersten Weltkrieges führte der verstärkte Bedarf nach Metall zum Abbau dieser Rückstände, die wegen der mangelhaften antiken Verfahren noch die Weiterverarbeitung lohnten. Die eigens zu diesem Zweck gegründete Firma Ferromin stellte ihre Tätigkeit erst nach der vollständigen Ausbeutung der Schlacken im Jahre 1969 ein. Durch diese Abtragungen kamen erste Reste von Tholos-Gräbern ans Tageslicht, sie markieren damit den Beginn der Wiederentdeckung des antiken Populonia.

## Archäologischer Park
Der archäologische Park fasst die Akropolis auf der Anhöhe und die Hochöfen und Werkstätten zur Eisenerzverhüttung sowie die Nekropolen in der Ebene zusammen, deren Standorte einige Kilometer voneinander entfernt liegen. Auf gut beschilderten Rundwegen kann man die Überreste der Erzverarbeitung und verschiedene Nekropolen besichtigen, wobei dem unteren Gelände ein Besucherzentrum mit Buchladen und Selbstbedienungsrestaurant und ein Experimentiergelände für Schüler angegliedert ist.
Die Necropoli delle Grotte liegt an den Abhängen des Hügels, auf dem sich die Akropolis befindet. Sie datiert aus der hellenistischen Epoche vom 4. bis zum 2. Jahrhundert vor Christus. Hier wurde eine mächtige Anlage in Gestalt einer Felswand mit aus dem Kalkstein geschlagenen Höhlengräbern freigelegt. Daneben finden sich dort etliche Grüfte, die in Form schmaler, ebenfalls aus dem Fels herausgearbeiteter Gänge mit steil aufragenden Seitenwänden in die Tiefe zu kleinen Grabkammern führen, in denen die Leichname bestattet waren.
In der Totenstadt San Cerbone in der Ebene nahe der Küste finden sich drei Formen von Grabstätten aus dem 7. bis 6. Jahrhundert vor Christus. Es handelt sich um Tumuli verschiedener Größen, Sarkophage und Totenhäuser, in denen zahlreiche kleinere Gegenstände aus Silber und Bronze gefunden wurden. Der Tumulus Tomba dei Carri misst 28 Meter im Durchmesser. Er birgt in seinem Zentrum eine kuppelförmige Grabkammer und daneben zwei kleinere Kammern, in denen die Überreste zweier hölzerner, bronzeverkleideter Streitwagen gefunden wurde. Mehrere andere, kleinere Tumuli sind in verschiedenen Erhaltungszuständen in der Nähe verstreut, und am Rande des Gräberfeldes steht, umgeben von Sarkophagen, ein Totenhaus in der Bauweise eines Tempelchens.
Auf einem speziellen Pfad, der Via del Ferro, der Eisenstraße, wird der Besucher mit den Resten der Werkstätten bekannt gemacht, in denen die Erzverarbeitung stattfand. Es finden sich auch Reste von Hochöfen und Schmelzrückstände aus der damaligen Produktion.
Die Akropolis stellt die Oberstadt der römischen Siedlung dar. Auf dem Hügel gegenüber dem bestehenden Ort finden sich die frühesten Spuren der etruskischen Besiedlung. Darunter gruppieren sich um einen zentralen Platz die Reste römischer Tempel. Eine breite gepflasterte Straße führt gesäumt von Gebäuden hangaufwärts. Bei einem Rundgang tritt an einigen Stellen die Ringmauer zutage, die die Stadt umgab. In etruskischer Zeit erstreckte sich die Ansiedlung von der Oberstadt über bebaute Terrassen hügelabwärts bis zum Hafen und den Industriegebieten und Nekropolen in der Ebene nahe der Küste.

## Bilder

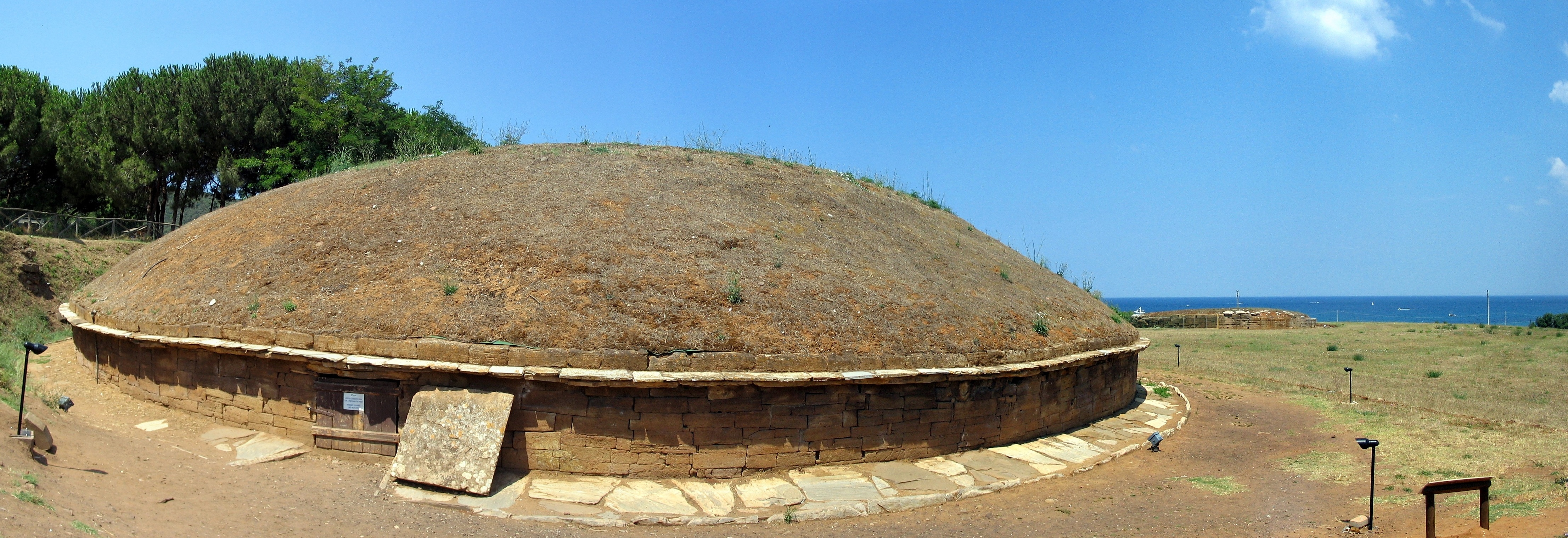
Populonia Tumulus
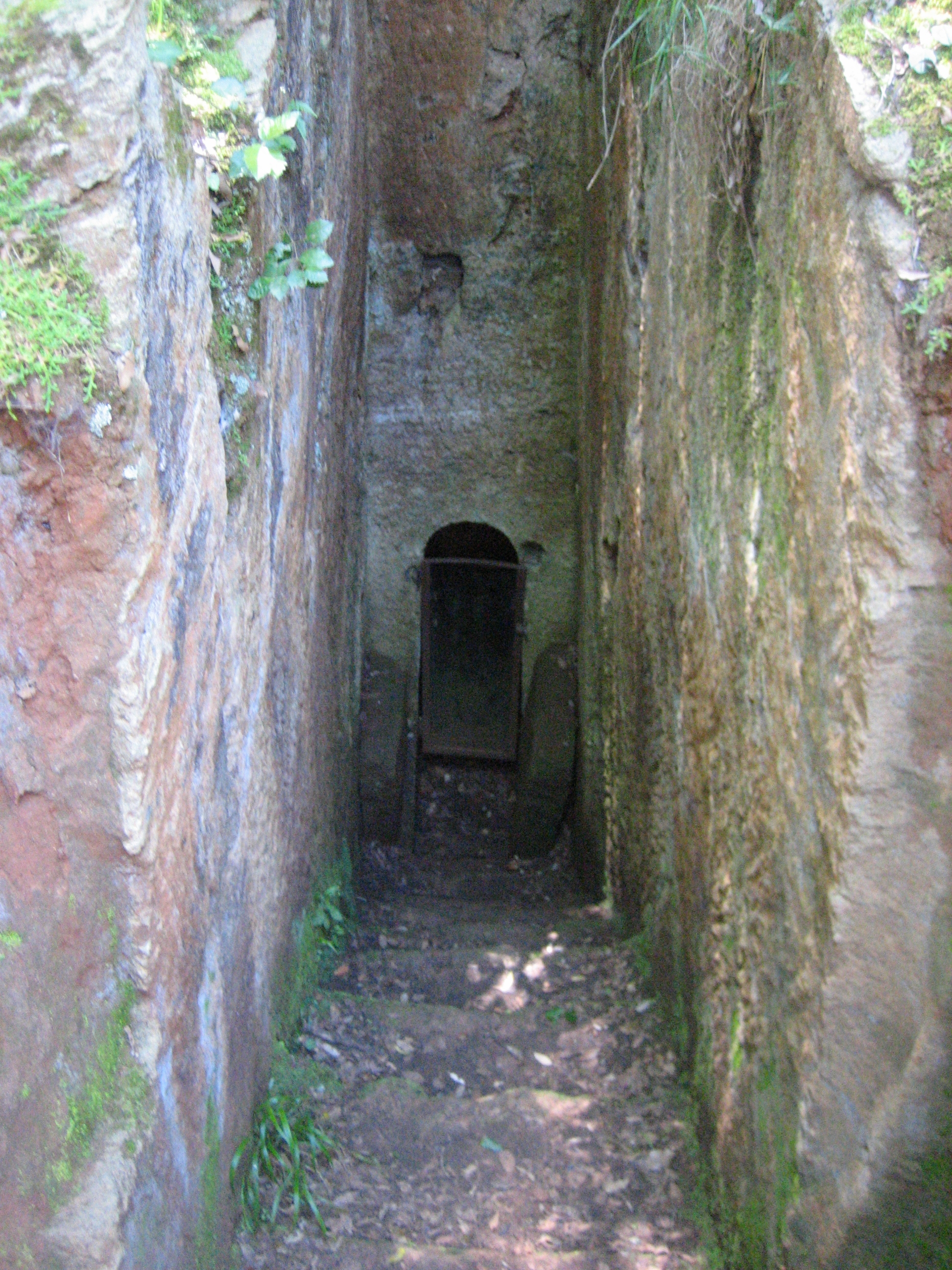
Necropoli delle Grotte, Grabkammer
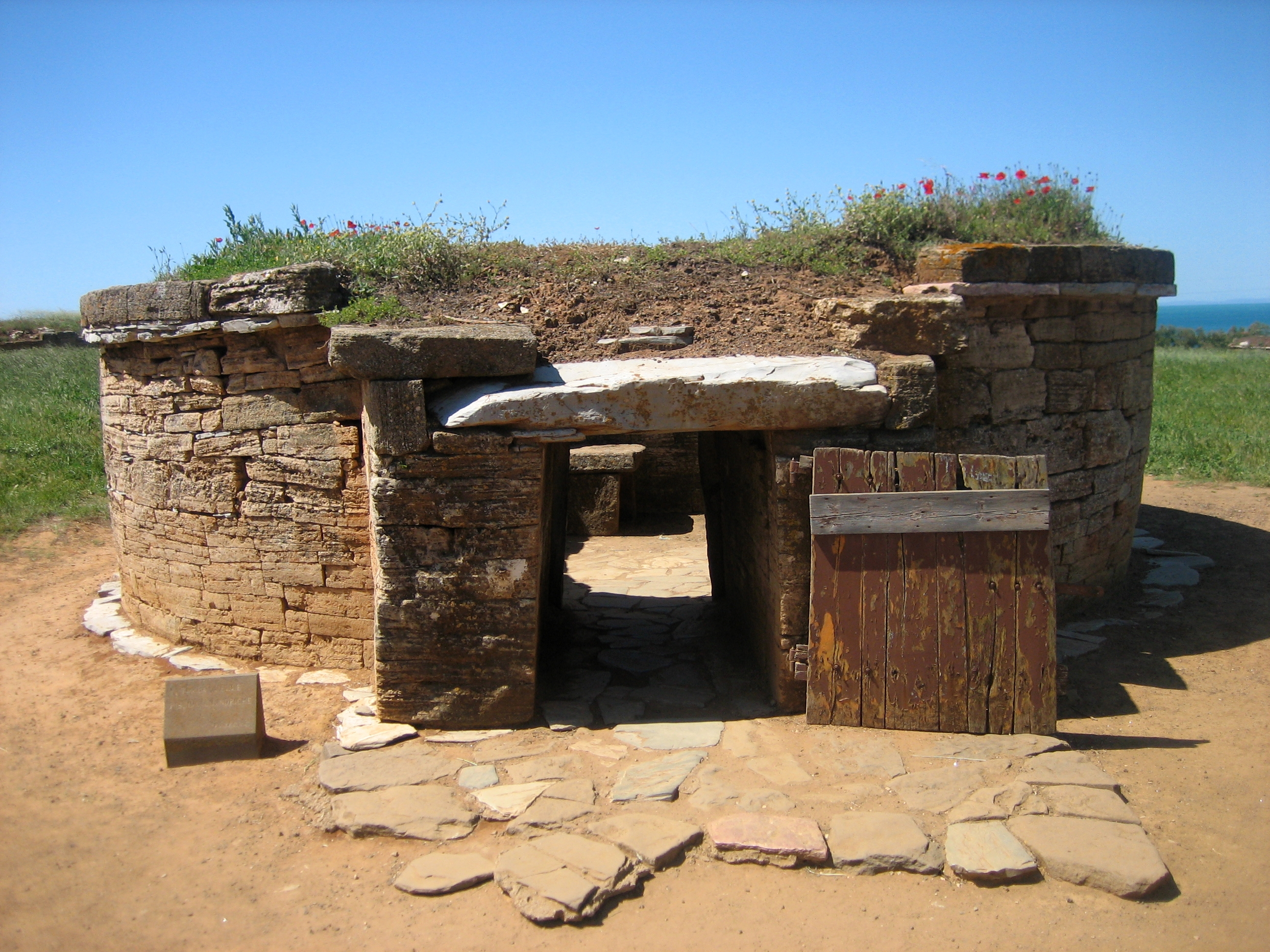
Necropoli di San Cerbone, Tumulus
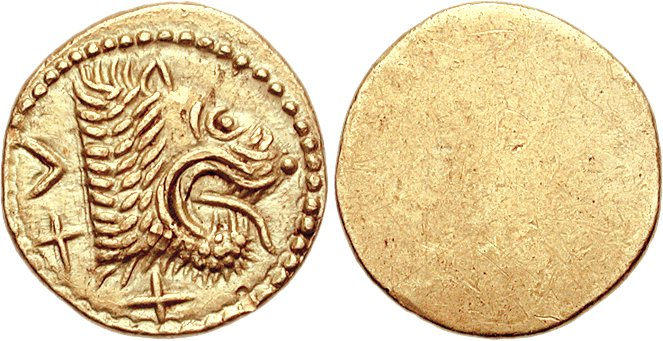
25-As-Münze aus Populonia